# Hans Kalb
Hans Kalb   (Nuremberg, 3 d'agost de 1899 - Altdorf bei Nürnberg, 5 d'abril de 1945) fou un futbolista alemany de la dècada de 1920.
Fou 15 cops internacional amb la selecció alemanya amb la qual participà en els Jocs Olímpics d'estiu de 1928.
Pel que fa a clubs, defensà els colors de 1. FC Nürnberg durant tota la seva carrera.